# Laou (Madingring)
Laou est un village de la Région du Nord au Cameroun. Il est situé dans la commune de Madingring dans le département du Mayo-Rey.

## Géographie
Le village est à proximité des localités de Madingring Ville, de Dangai, de Djamboutou, de Gor.
Le climat dans l'arrondissement de Madingring est un climat tropical soudano-guinée. Il est caractérisé par 6 mois de pluie, puis 3 mois de saison sèche et enfin 3 mois de climat de transition. La hauteur des précipitations est mesurée entre 1200 et 1500 mm/an.

## Population et Société
Les ethnies vivant dans la Commune de Mandingring sont : les Lamés, les Mboum, les fulbés, et les Dii/Dourou. Les autres ethnies sont les Ngambaye, les Laka, les Sarah, les Toupouri, les Haoussas, les Moundang, les Arabes Choas, les Guidar.

### Population totale
En 2005, la population du village était de 818 habitants. La population était en 2005 composée de 399 hommes et de 419 femmes.
En 2014, la population du village était de 591 habitants.

### Répartition de la population selon les âges
| Hommes | Classe d’âge | Femmes |
| ------ | ------------ | ------ |
| 39     | 0–5          | 43     |
| 47     | 6–13         | 69     |
| 76     | 14–19        | 62     |
| 70     | 20–34        | 65     |
| 53     | 35–59        | 60     |
| 5      | 60–+         | 2      |